# Niels Bruun

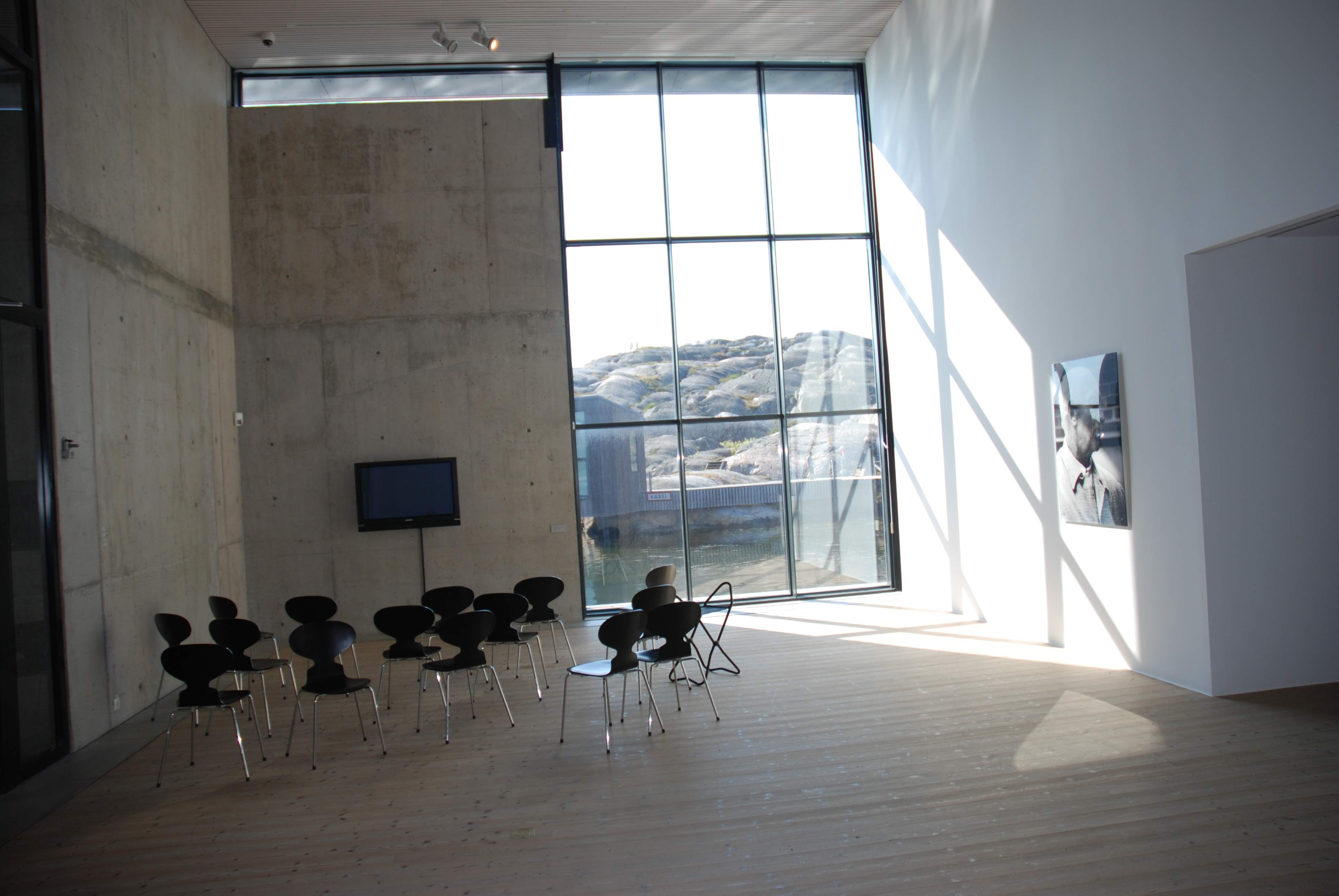
Interiör i Nordiska Akvarellmuseet

Niels Bruun, född 1947 i Danmark, är en dansk arkitekt.
Niels Bruun utbildade sig till arkitekt på Kunstakademiets Arkitektskole i Köpenhamn, med examen 1973. Han har arbetat på KHR A/S Arkitekter i Köpenhamn. Han drev mellan 1997 och 2000 arkitektbyråkonstellationen Arkitekfirma Niels Bruun & Arkitektfirma A/S T Corfitsen i Slagelse i Danmark tillsammans med Henrik Corfitsen. Niels Bruun och Henrik Corfitsen är mest kända för det 2000 invigda Nordiska Akvarellmuseet i Skärhamn, ett projekt som vanns efter en internationell arkitekttävling 1996. Arkitektbyrån har också ritat ett antal projekt för Københavns Lufthavn. Byggnaden Nordiska Akvarellmuseet fick Rödfärgspriset (Publikpriset) 2004.